# 恩斯特·斯特莫
卡尔·海因里希·恩斯特·斯特莫·冯·赖兴巴赫男爵（德語：Karl Heinrich Ernst Freiherr Stromer von Reichenbach，1871年6月12日—1952年12月18日）是一名德国古生物学家和最重要的恐龙学者之一。

## 出身
恩斯特·斯特莫·冯·赖兴巴赫出身于一个在中世纪在帝国城市纽伦堡最重要的貴族家族。这个家族的一些成员曾经担任纽伦堡的最高税务长官和市长。除16和17世纪里一些中断外自从该家族迁移到纽伦堡他们始终是纽伦堡“内层议会”的成员。乌尔曼·斯特莫（1329年至1407年）书写了纽伦堡最早的历史，创办了德国第一座造纸厂。他的同父异母兄弟彼得·斯特莫发明了播种针叶林的方法，使得林业可以计划性地播种和收割大面积的森林。从1754年开始格吕恩斯堡宫属于该家族。

## 生平
恩斯特·斯特莫在纽伦堡出生。上大学时他参加慕尼黑学院合唱队。尤其在研究脊椎动物化石方面他做出很大贡献。他先后在荷兰莱顿自然博物馆（1897年任保管人）和慕尼黑工作，1901年获得特许任教资格，1908年出任额外教授，1928年出任国家自然博物馆主保管人，从1930年起巴伐利亚国家古生物学和历史地质学收藏的主任、1921年获得荣誉教授。1916年他被选为巴伐利亚科学院额外成员，1921年他成为该科学院数学-物理组成员。斯特莫1920年结婚，有三个儿子，其中两个在第二次世界大战中死亡，第三个1950年被苏联作为战俘释放。他逝世于埃朗根。

## 科学成就

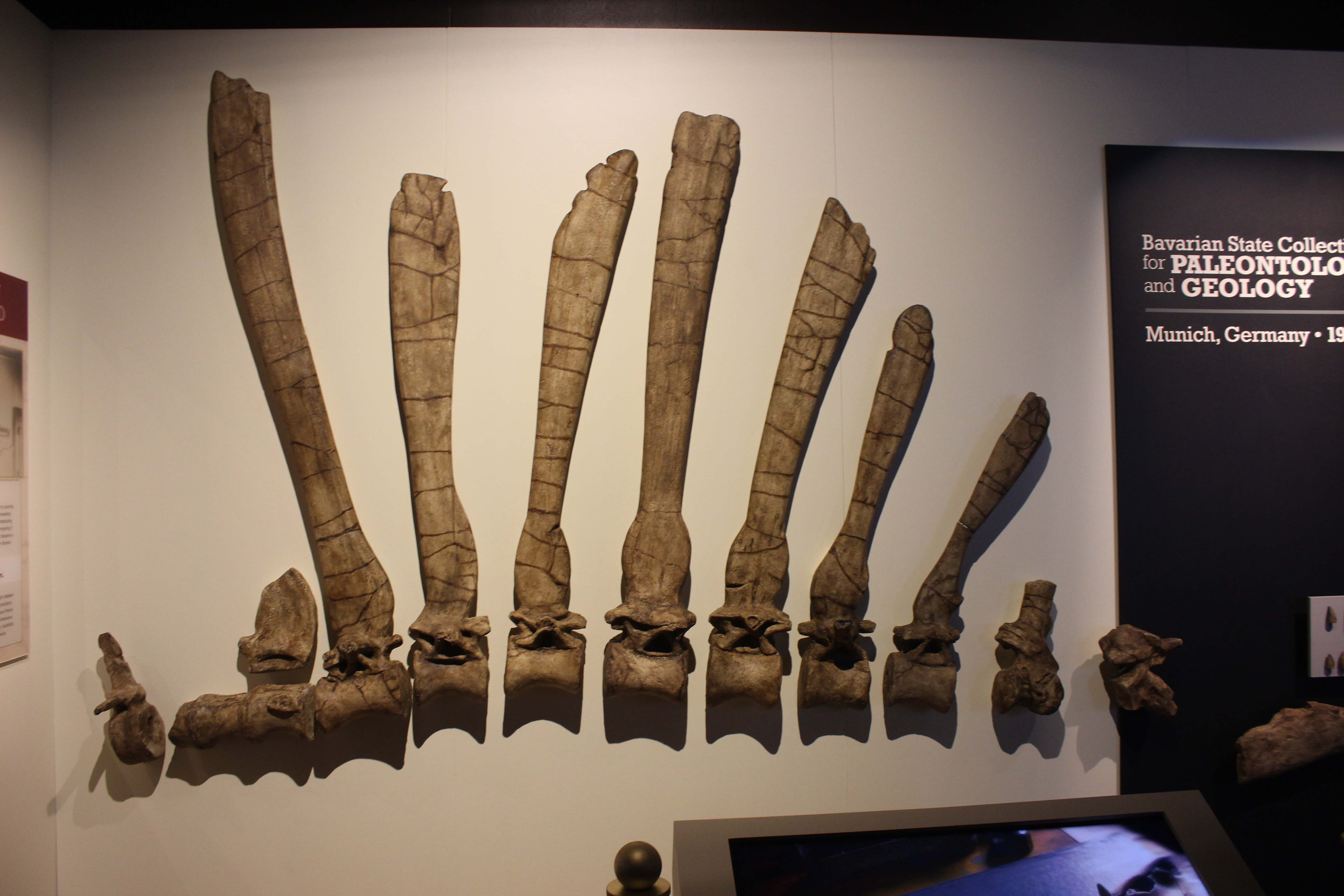
斯特莫发现的棘龍化石的复制

1901年/1902年斯特莫首次来到埃及。1903年/1904年冬、1910年和1011年冬他再次去埃及。1911年到1914年间他的发觉组在撒哈拉沙漠巴哈利亞绿洲发现了三个食肉獸腳亞目恐龙化石：巴哈利亞龍、鲨齿龙和棘龍。1912年为斯特莫工作的奥地利化石收藏家理查德·马克格拉夫发现了草食蜥腳下目埃及龍的化石残移。1915年描述和命名了棘龍、1931年鲨齿龙（它的名字来自于因为它的牙齿和大白鲨相似）、1932年埃及龍、1934年巴哈利亞龍。
1944年4月第二次世界大战中盟军轰炸慕尼黑时恩斯特·斯特莫在埃及发现的恐龙化石原品全部被摧毁。当时化石存放在老学院博物馆里，斯特莫请博物馆馆长把这些重要的化石迁移到安全的地方去，但是当时的馆长忽视了他的请求。

## 荣誉
1942年德国古生物学协会授予斯特莫荣誉成员。
2000年美国博士生约瑟·斯密斯把他发现的潮汐龍命名为拉丁語：来纪念斯特莫。潮汐龍是目前为止人类所知的第二大恐龙。这种恐龙的化石遗体长近30米，生前的体重估计可以大100吨。它的发现地点就在埃及龙的发现处附近。

## 纪录片
2014年德国第二电视台播放了一部关于斯特莫对古生物学研究做出的巨大贡献的纪录片。
虽然斯特莫原来发现的化石被摧毁了，但是由于他非常精确地记录了他的发现——古生物学家纳扎尔·伊布拉辛在格吕恩斯堡宫考察了他的记录原件——今天的学者可以非常精确地重建一个数字化的棘龙骨骼模型。通过这个数字模型学者可以重现棘龙奇怪的外形和它的生活方式。这些新研究结果也能够给“斯特莫之谜”给出一个答案。斯特莫奇怪在同一生态环境里除棘龙外怎么还会有其它大型食肉恐龙同时存在。

## 著作
- Lehrbuch der Paläozoologie. I. Teil: Wirbellose Tiere. 342页，398副插图，印刷和出版：B. G. Teubner, Leipzig und Berlin 1909
- Lehrbuch der Paläozoologie. II. Teil: Wirbeltiere. 325页，234副插图，印刷和出版：B. G. Teubner, Leipzig und Berlin 1912
- Die Topographie und Geologie der Strecke Gharaq-Baharije nebst Ausführungen über die geologische Geschichte Ägyptens. München: Akademie, 78页 (Abhandlungen der Königlich-Bayerischen Akademie der Wissenschaften: Mathematisch-physikalische Klasse) 1914 [Ergebnisse der Forschungsreisen Prof. E. Stromers in den Wüsten Ägyptens]
- Weitere Bemerkungen über die ältesten bekannten Wirbeltier-Reste, besonders über die Anaspida. 巴伐利亚科学院报告，München: Verlag der Bayer. Akademie der Wissenschaften, 83–104页, 1926
- Gesicherte Ergebnisse der Paläozoologie. Vorgelegt am 5. März 1943. München: Verlag der Bayerischen Akademie der Wissenschaften, 114页 (Abhandlungen der Bayerischen Akademie der Wissenschaften: Mathematisch-naturwissenschaftliche Abteilung) 1944

## 书籍
- Ernst Probst: Der rätselhafte Spinosaurus. Leben und Werk des Forschers Ernst Stromer von Reichenbach. GRIN-Verlag, München 2015
- Ernst Frh. Stromer von Reichenbach: Unsere Ahnen in der Reichsstadt Nürnberg 1250 bis 1806. Nürnberg: Fromman, 1951, 第44页
- Adalbert Scharr: Die Nürnberger Reichsforstmeisterfamilie Waldstromer bis 1400 und Beiträge zur älteren Genealogie der Familien Forstmeister und Stromer von Reichenbach. 纽伦堡历史俱乐部部刊，第52卷，1963/64，第1–41页
- Raymund Windolf: Dinosaurier-Lexikon. Das aktuelle Wissen über die Dinosaurier, von ihren Anfängen bis zum Aussterben. Korb: Goldschneck-Verlag Weidert, 1989, 152 S., ISBN 3-926129-03-4